# Mausoleum van Hodja Ahmed Yasavi
Het mausoleum van Hodja Ahmed Yasavi (Kazachs: Қожа Ахмет Яссауи кесенесі, Qoja Axmet Yassawï kesenesi) is een mausoleum in Türkistan, een stad in het zuiden van Kazachstan. Het is gebouwd nadat Timoer Lenk de Gouden Horde had verslagen in vele bloedige veldslagen. Hij besloot in 1389 een mausoleum te bouwen voor de religieuze leider en dichter Ahmed Yasawi, die in de twaalfde eeuw geleefd had en overleden was in de plaats Yasi (zoals Türkistan toen werd genoemd), ten noordwesten van Shymkent. De bouw stopte echter toen Timoer in 1405 overleed en werd nooit hervat.
Het mausoleum bestaat uit een rechthoekig gebouw met portalen en een koepel. Het totale gebouw meet 46,5 bij 65,5 meter. De dikte van de buitenmuren is bijna twee meter en de muren van de centrale kamer zijn drie meter dik. Rond de centrale ruimte zijn meer dan 35 kamers voor verschillende doeleinden gesitueerd.
Kazanlyk (de koperkamer) heeft de grootste bakstenen koepel van Centraal-Azië, met een diameter van 18,2 meter. Het gebouw is nooit voltooid. Toen Timoer Lenk overleed stopten de bouwactiviteiten. Dit is bijvoorbeeld te zien aan de ingangszijde, waar de bakstenen nog ongedecoreerd zijn. Het gebouw is gerestaureerd en is toegankelijk voor bezoekers.

## Foto's

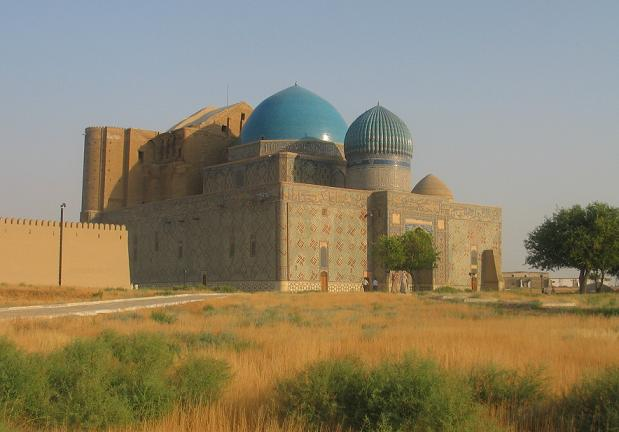
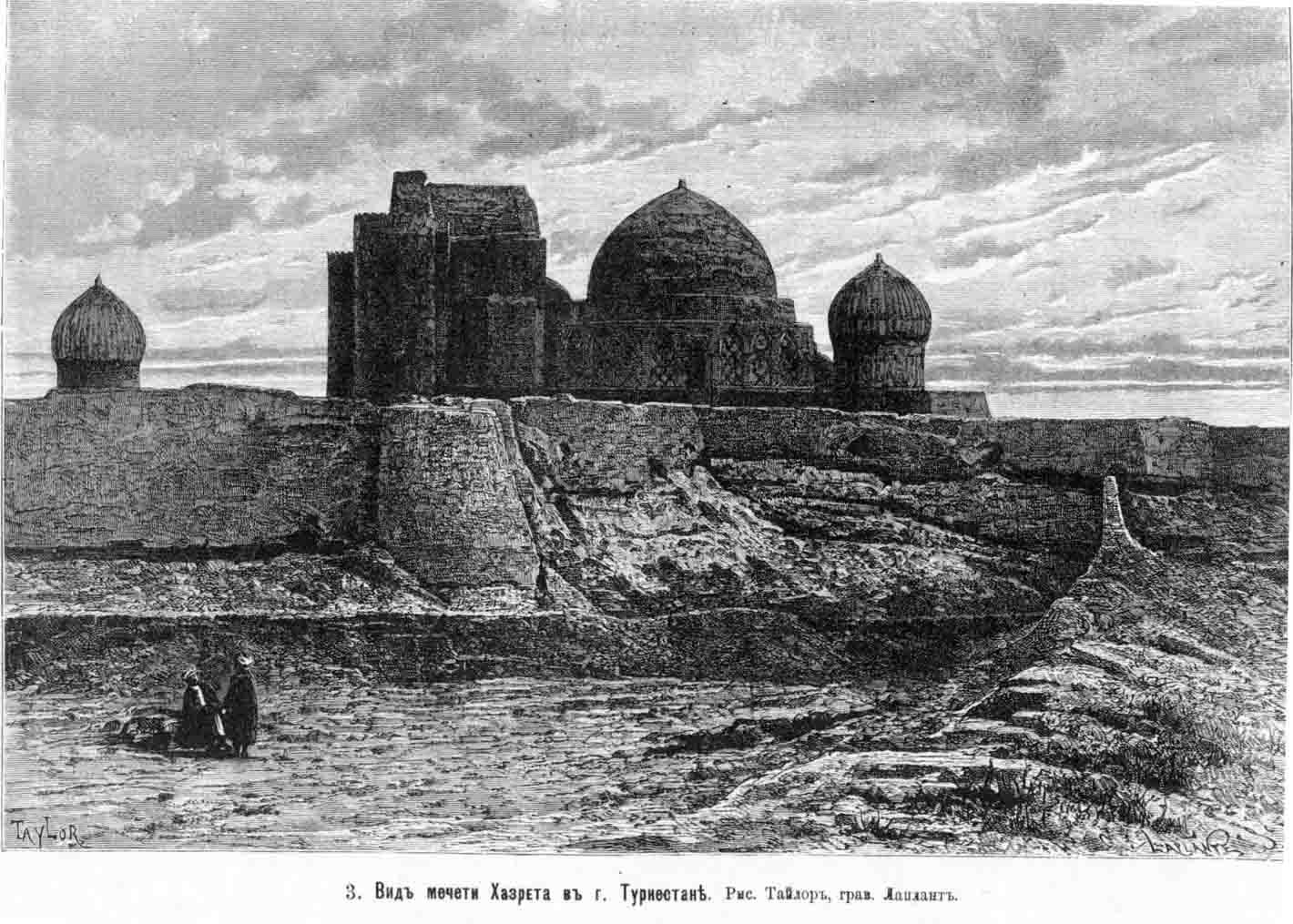